# Gədəbəy (raion)
Gədəbəy est l'une des 78 subdivisions de l'Azerbaïdjan. Sa capitale se nomme Gədəbəy.
Elle a donné son nom à la Culture Khodjali-Gədəbəy.

## Histoire
Comme l'unité administrative le rayon de Gadabay a été créée le 8 août 1930 sous le nom de Rustam Aliyev. En 1938, il a été rebaptisé au rayon de Gadabay.

## Démographie
| Groupes ethniques |        |
| Azerbaïdjanais    | 99.29% |
| Autres            | 0,71%  |

| Religion |       |
| Musulman | 99,9% |
| Autre    | 0,1%  |

| Langue                 |       |
| Langue azerbaïdjanaise | 90%   |
| Russe                  | 0,9%  |
| Autre                  | 0,01% |

## Géographie
Le rayon est réputé pour ses pommes de terre et ses champs d'or. La frontière entre l'Azerbaïdjan et l'Arménie(à l'ouest)  s'étend sur une distance de 123 kilomètres. Au nord, elle est bordée par le rayon Tovouz, au nord-est et à l'est par les districts de Chamkir et de Dachkassan en Azerbaïdjan.  Son territoire comprend les parties nord du mont Chahdagh, une partie de la concavité Bachkend-Dastafur et le massif de Chamkir. Les hauteurs les plus élevées sont: Gochaboulag (3549 m), Godjadagh (2217 m) et Garaarkhadj (3549).

### Fleuves
Akhinja, Zayam et Chamkir sont les plus grands fleuves.

### Montagnes
Montagne-forêt, montagne-prairie et autres motifs répartis ici. La brousse de montagne et les prairies forestières rares dans les régions de moyenne altitude, les forêts de feuillus, les prairies subalpines et alpines au sommet des montagnes occupent le plus grand territoire de rayon.

### Ressources naturelles
Le drainage du rayon est significativement pauvre. Les dépôts du Jurassique, du Paléogène, du Quaternaire et d'autres périodes couvrent la surface du rayon. Gadabay est riche de ses ressources souterraines telles que l'or, l'uranium, le cuivre et d'autres ressources minérales. Goldfield à Soyudlu a été explorée par les frères Siemens jusqu'à l'arrivée des soldats de l'Armée Rouge en 1920. À l'heure actuelle, il est ouvert une usine de production d'or, où travaillent environ 2000 travailleurs. Le rayon de Gadabay est également célèbre pour ses eaux minérales, telles que "Narzan", "Mor-Mor", "Tchaldach", "Tourchsou" et "Soyudlu narzani", .

## Structure administrative
Il y a 45 municipalités dans le rayon.

### Villes
Gadabay est une ville d'Azerbaïdjan et la ville principale du rayon de Gadabay.
- Municipalité de la ville de Gadabay
- Municipalité rurale de Perisamanly
- Commune rurale de Samanlyg
- Commune rurale de Gochaboulag
- Municipalité rurale d'Issalinsky
- Municipalité rurale d’Arabatchinsky
- Municipalité rurale de Mormorsky
- Commune rurale de Duz Rasullinsky
- Commune rurale de Goyalla
- Municipalité rurale de Chynohy
- Municipalité rurale d’Hajilar
- Municipalité rurale de Jinggaran
- Commune rurale d’Harhar
- Commune rurale de Narimankend
- Municipalité rurale d'Agamali
- Municipalité rurale de Slave
- Commune rurale de Zekhmetkend
- Municipalité rurale d’Har-Har
- Municipalité rurale d'Arygyran
- Municipalité de Garadaghssel
- Municipalité rurale de Soyudlinsky.
- Commune rurale d’Artapinsky
- Commune rurale de Duzyourd
- Municipalité rurale de Deyegarabulag
- Municipalité rurale de Rustam Aliyev
- Commune rurale de Plankend
- Commune rurale de Tchalburun
- Municipalité rurale de Tchaldach
- Municipalité rurale d’Alinagalarsky
- Municipalité rurale d'Arykhdam
- Municipalité rurale de Deyirmandagsky
- Municipalité rurale de Chekerbey
- Municipalité rurale de Kitchik Garamurad
- Municipalité rurale de Parakend
- Commune rurale d’Ali Ismayilli
- Commune rurale de Dariyurd
- Municipalité rurale d'Inekbogan
- Commune rurale de Beuyuk Garamurad
- Municipalité rurale de Poladlinsky
- Municipalité rurale de Garammedlinsky
- Municipalité rurale de Novosaratov
- Municipalité rurale de Novoivanovsky
- Municipalité rurale de Tchobankend
- Municipalité rurale de Chahdag

## Galerie

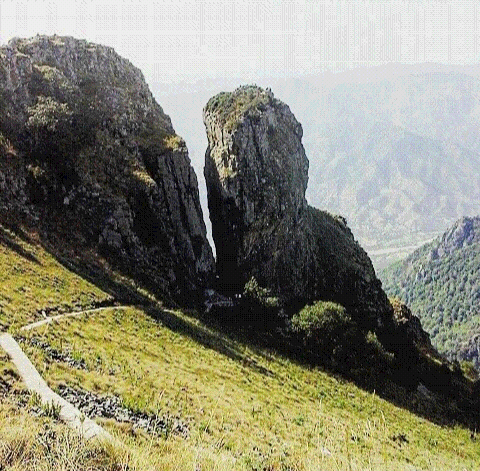
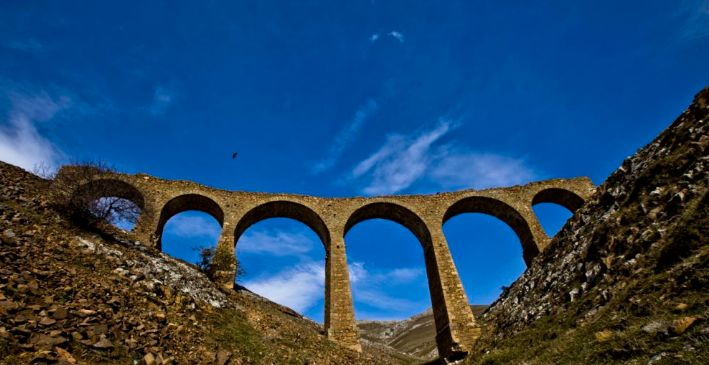
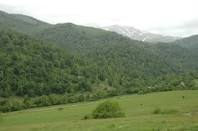
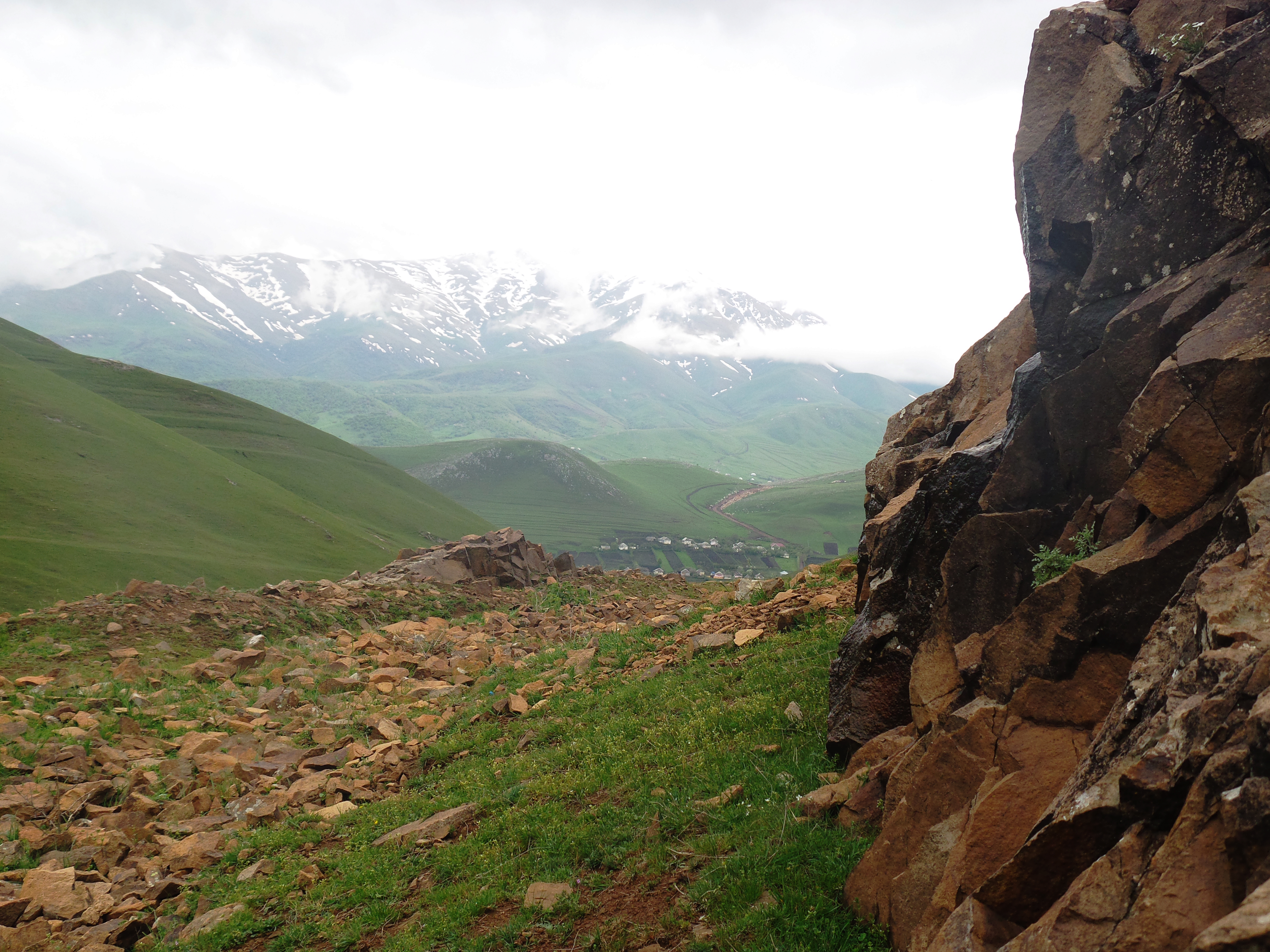
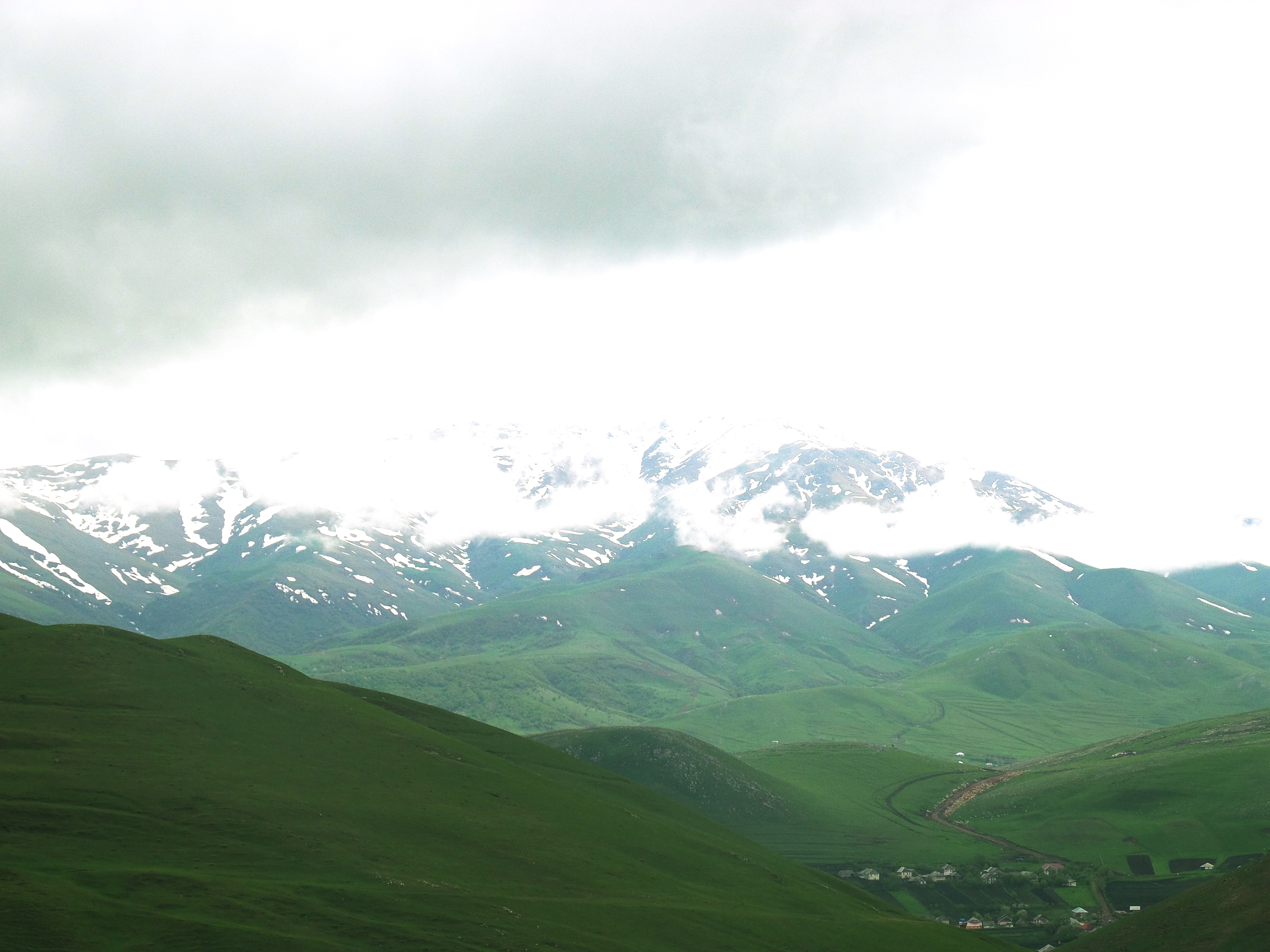
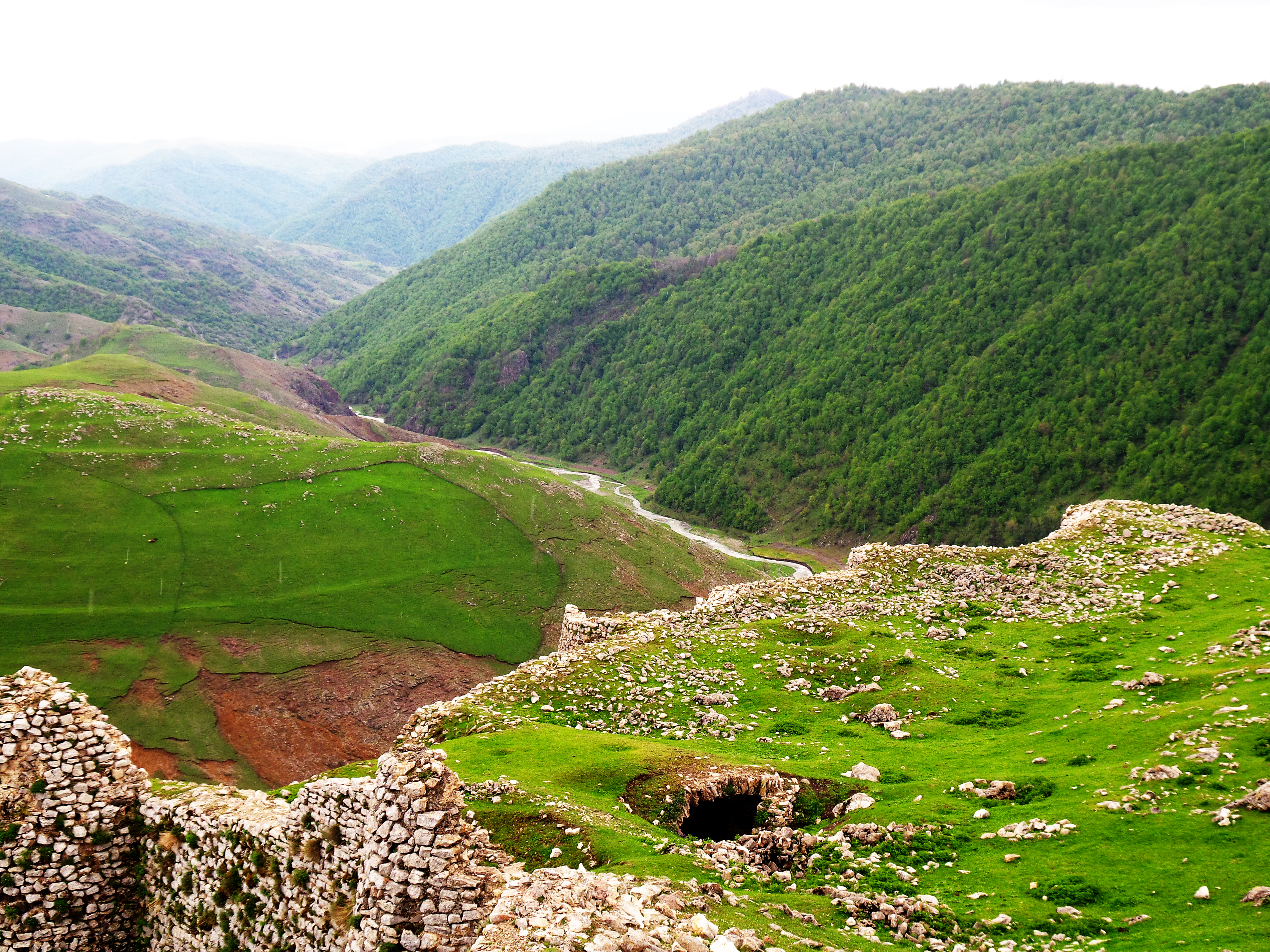